# Lechria nehruana
Lechria nehruana är en tvåvingeart som beskrevs av Alexander 1956. Lechria nehruana ingår i släktet Lechria och familjen småharkrankar. Inga underarter finns listade i Catalogue of Life.